# Lista das maiores empresas da Austrália
Este artigo lista as maiores empresas da Austrália em termos de receita, lucro líquido e ativo total, de acordo com as revistas norte-americanas de negócios Fortune e Forbes.

## ListaFortunede 2019
Esta lista exibe todas as 7 empresas australianas na Fortune Global 500, que classifica as maiores empresas do mundo por receita anual. Os números abaixo são dados em milhões de dólares americanos e são para o ano fiscal de 2018. Também estão listados a localização da sede, lucro líquido, número de funcionários em todo o mundo e setor da indústria de cada empresa.
| Classificação | Classificação na Fortune 500 | Nome                                        | Setor da Indústria | Receita (Milhões de dólares) | Lucros (Milhões de dólares) | Funcionários | Setor     |
| ------------- | ---------------------------- | ------------------------------------------- | ------------------ | ---------------------------- | --------------------------- | ------------ | --------- |
| 1             | 195                          | Wesfarmers                                  | Conglomerado       | 53.985                       | 927                         | 217.000      | Perth     |
| 2             | 233                          | Woolworths Group                            | Varejo             | 47.842                       | 1.336                       | 201.522      | Sydney    |
| 3             | 246                          | BHP                                         | Mineração          | 45.809                       | 3.705                       | 27.161       | Melbourne |
| 4             | 373                          | Banco da Comunidade                         | Bancário           | 33.186                       | 7.228                       | 45.753       | Sydney    |
| 5             | 433                          | Westpac                                     | Bancário           | 29.027                       | 6.151                       | 35.029       | Sydney    |
| 6             | 457                          | Austrália e Grupo Bancário da Nova Zelândia | Bancário           | 27.147                       | 4.863                       | 39.924       | Melbourne |
| 7             | 479                          | National Australia Bank                     | Bancário           | 25.943                       | 4.221                       | 33.283       | Melbourne |

## ListaForbesde 2019
Esta lista é baseada na Forbes Global 2000, que classifica as 2.000 maiores empresas de capital aberto do mundo. A lista da Forbes leva em consideração uma grande quantidade de fatores, incluindo receita, lucro líquido, ativos totais e valor de mercado de cada empresa; cada fator recebe uma classificação ponderada em termos de importância ao considerar a classificação geral. A tabela a seguir também relaciona a localização da sede e o setor de atividade de cada empresa. Os números estão em bilhões de dólares americanos e referem-se ao ano de 2018. Todas as 37 empresas australianas da Forbes 2000 estão listadas.
| Classificação | Classificação na Forbes 2000 | Nome                                     | Sede      | Receita (bilhões de dólares) | Lucro (bilhões de dólares) | Ativos (bilhões de dólares) | Valor de mercado (bilhões de dólares) | Setor              |
| ------------- | ---------------------------- | ---------------------------------------- | --------- | ---------------------------- | -------------------------- | --------------------------- | ------------------------------------- | ------------------ |
| 1             | 79                           | Commonwealth Bank                        | Sydney    | 31.4                         | 6.7                        | 690.2                       | 92.8                                  | Bancário           |
| 2             | 101                          | Westpac                                  | Sydney    | 29.1                         | 6.1                        | 636.9                       | 66.0                                  | Bancário           |
| 3             | 109                          | BHP                                      | Melbourne | 42.6                         | 6.0                        | 102.4                       | 138.3                                 | Mineração          |
| 4             | 120                          | Australia and New Zealand Bancário Group | Melbourne | 27.5                         | 4.9                        | 682.0                       | 54.0                                  | Bancário           |
| 5             | 138                          | National Australia Bank                  | Melbourne | 25.3                         | 4.2                        | 583.8                       | 50.7                                  | Bancário           |
| 6             | 313                          | Macquarie Group                          | Sydney    | 11.3                         | 1.9                        | 148.8                       | 30.8                                  | Finanças           |
| 7             | 398                          | Telstra                                  | Melbourne | 18.7                         | 2.3                        | 30.8                        | 29.0                                  | Telecommunications |
| 8             | 499                          | Woolworths Group                         | Sydney    | 42.9                         | 1.3                        | 17.5                        | 29.3                                  | Retail             |
| 9             | 517                          | Wesfarmers                               | Perth     | 33.8                         | 2.0                        | 14.5                        | 28.4                                  | Conglomerate       |
| 10            | 701                          | Suncorp                                  | Brisbane  | 10.3                         | 0.6                        | 69.9                        | 12.6                                  | Seguros            |
| 11            | 726                          | CSL Limited                              | Melbourne | 8.2                          | 1.8                        | 11.5                        | 61.7                                  | Pharmaceutical     |
| 12            | 772                          | Woodside Petroleum                       | Perth     | 5.3                          | 1.4                        | 27.1                        | 23.8                                  | Óleo e gás         |
| 13            | 800                          | QBE Insurance                            | Sydney    | 12.4                         | 0.5                        | 40.2                        | 12.1                                  | Seguros            |
| 14            | 866                          | Scentre Group                            | Sydney    | 2.0                          | 1.7                        | 28.8                        | 14.7                                  | Corretagem         |
| 15            | 910                          | South32                                  | Perth     | 7.9                          | 1.4                        | 15.1                        | 12.5                                  | Mineração          |
| 16            | 935                          | Fortescue Metals Group                   | Perth     | 6.8                          | 0.9                        | 18.1                        | 16.5                                  | Iron and Steel     |
| 17            | 943                          | Origin Energy                            | Sydney    | 11.2                         | 0.9                        | 17.3                        | 9.2                                   | Utilities          |
| 18            | 1109                         | Insurance Australia Group                | Sydney    | 5.5                          | 0.7                        | 20.3                        | 12.8                                  | Seguros            |
| 19            | 1120                         | AGL Energy                               | Sydney    | 9.5                          | 0.9                        | 10.7                        | 10.2                                  | Utilities          |
| 20            | 1151                         | Amcor                                    | Melbourne | 9.4                          | 0.7                        | 8.9                         | 12.7                                  | Packaging          |
| 21            | 1253                         | Goodman Group                            | Sydney    | 1.4                          | 1.1                        | 10.0                        | 16.5                                  | Corretagem         |
| 22            | 1282                         | Qantas                                   | Sydney    | 12.8                         | 0.7                        | 13.1                        | 6.5                                   | Airline            |
| 23            | 1294                         | Transurban Group                         | Melbourne | 2.8                          | 0.2                        | 23.4                        | 25.2                                  | Transporte         |
| 24            | 1318                         | BlueScope                                | Melbourne | 9.3                          | 1.3                        | 7.9                         | 5.2                                   | Iron and Steel     |
| 25            | 1348                         | Santos Limited                           | Adelaide  | 3.8                          | 0.6                        | 17.3                        | 10.7                                  | Óleo e gás         |
| 26            | 1365                         | Brambles Limited                         | Sydney    | 5.7                          | 0.6                        | 8.0                         | 13.5                                  | Services           |
| 27            | 1507                         | Dexus                                    | Sydney    | 0.6                          | 1.1                        | 10.4                        | 9.2                                   | Corretagem         |
| 28            | 1540                         | AMP Limited                              | Sydney    | 4.9                          | 0.0                        | 102.3                       | 4.8                                   | Finance            |
| 29            | 1601                         | Ampol                                    | Sydney    | 16.0                         | 0.4                        | 4.7                         | 5.1                                   | Óleo e gás         |
| 30            | 1653                         | GPT Group                                | Sydney    | 0.5                          | 1.1                        | 10.4                        | 7.6                                   | Corretagem         |
| 31            | 1703                         | Vivo Energy                              | Melbourne | 12.2                         | 0.4                        | 3.7                         | 3.3                                   | Óleo e gás         |
| 32            | 1755                         | Mirvac                                   | Sydney    | 1.9                          | 1.0                        | 9.9                         | 7.3                                   | Corretagem         |
| 33            | 1765                         | Bendigo and Adelaide Bank                | Bendigo   | 1.7                          | 0.3                        | 50.5                        | 3.5                                   | Bancário           |
| 34            | 1848                         | Sydney Airport                           | Sydney    | 1.2                          | 0.5                        | 9.2                         | 12.0                                  | Transporte         |
| 35            | 1871                         | Lendlease                                | Sydney    | 11.7                         | 0.3                        | 12.3                        | 5.1                                   | Corretagem         |
| 36            | 1901                         | Bank of Queensland                       | Brisbane  | 1.7                          | 0.2                        | 37.7                        | 2.6                                   | Bancário           |
| 37            | 1940                         | Ramsay Health Care                       | Sydney    | 7.4                          | 0.3                        | 8.7                         | 8.9                                   | Serviço de saúde   |